# Selárdalur
Selárdalur är en dal i republiken Island. Den ligger i regionen Västfjordarna, i den västra delen av landet.

## Avfolkning
Denna dalgång med 15 gårdar var tidigare ett av de tättbefolkade områdena i Västfjordarna, men nu är alla gårdar övergivna.
Omkring 1600-talet ansågs det vara ett av de rikaste områdena i landet, t.ex. under pastor Páll Björnsson (1621–1706), som hade rykte för att vara vetenskapsman, men som samtidigt var en inflytelserik storbonde. Gården Selárdalur med samma namn var den näst sista som övergavs 1988.
Den sista invånaren på en gård i denna dal, Neðribær, dog vintern 2010.
Den lutherska kyrkan i dalen invigdes 1861 och innehåller ett antal konsthantverk från 1700-talet.

## Samúel Jónsson, bonde och självlärd konstnär
Bonden och konstnären Samúel Jónsson (1884–1969) bodde på gården Brautarholt fram till sin död och skapade sina naiva skulpturer som är baserade på lejonfontänen i Alhambra. Detta, liksom det tillhörande huset och den lilla kyrkan han också skapade, renoverades från 1998 av frivilliga under ledning av den tyske skulptören Gerhard König.
Framför innergården spelade Sigur Rós in en titel för sin film Heima.